# Devan Chandler Long
Devan Chandler Long (* 31. August 1983 in Los Angeles) ist ein amerikanischer Schauspieler. 

## Leben und Karriere
Long wuchs in Anacortes, Washington, auf, wo er 2001 die High School abschloss. Dort war er hauptsächlich an Sport interessiert und begann, eine Karriere in American Football anzustreben mit dem Ziel, in die National Football League zu gelangen. Nachdem sein älterer Bruder ein Football-Stipendium für die Washington State University erhalten hatte, erhielt Long eines für die University of Oregon, an der er Politikwissenschaft studierte. An dieser spielte er Football in der Position Defensive End bis zu seinem Abschluss 2005. Danach kam er in das Trainingslager der Carolina Panthers, bis er aufgrund von Verletzungen seine Tätigkeiten im Football nicht weiterführen konnte.
Einige Jahre später ermunterte ein befreundeter Talentagent in Nashville, wo sein Bruder für die Tennessee Titans spielte, Long, für eine Werbung vorzusprechen. Nach dieser zog er nach Venice Beach, Kalifornien, wo er selbst einen Agenten erhielt und nach weiteren Werbespots begann, Schauspiel- und Improvisationskurse zu nehmen. Ab 2011 trat er in erste Episodenrollen auf. Obwohl er von Anfang an eher Comedy machen wollte, erhielt er aufgrund seiner Statur und Bart wurde er zunächst als bedrohliche Typen wie Handlanger, Türsteher und Grenzwächter besetzt. Wiederkehrende Rollen hatte er 2019 in Bosch und in Doom Patrol als der Bodybuilder-Superheld Flex Mentallo. Seit 2021 hat Long seine erste reguläre Hauptrolle in der Comedyserie Ghosts, der amerikanischen Adaption der gleichnamigen britischen Serie, inne als der Geist eines Wikingers. Joe Port, einer der Schöpfer der amerikanischen Serie, bezeichnete Long, der an Wikingerkultur interessiert ist, als idealen Kandidaten für diese Rolle.

## Filmografie

### Fernsehserien
- 2012: Navy CIS: L.A. (1 Episode)
- 2012: Shameless (1 Episode)
- 2013: Maron (1 Episode)
- 2013: Sam & Cat (2 Episoden)
- 2014: Rake (1 Episode)
- 2014: #AwkwardMornings (1 Episode)
- 2014: The Bridge – America (1 Episode)
- 2014: Matador (1 Episode)
- 2014: Bad Judge (1 Episode)
- 2014: Sons of Anarchy (1 Episode)
- 2014: Scorpion (1 Episode)
- 2015: Marvel’s Agents of S.H.I.E.L.D. (1 Episode)
- 2016: The Last Ship (1 Episode)
- 2016: General Hospital (3 Episoden)
- 2016: Ice (1 Episode)
- 2017: It’s Always Sunny in Philadelphia (1 Episode)
- 2017: Training Day (1 Episode)
- 2017: Teen Wolf (1 Episode)
- 2017: S.W.A.T. (1 Episode)
- 2017: Marvel’s Runaways (3 Episoden)
- 2019: Now Apocalypse (2 Episoden)
- 2019: The Magicians (1 Episode)
- 2019: Bosch (6 Episoden)
- 2019: Navy CIS (1 Episode)
- 2019–2020: The Rookie (2 Episoden)
- 2019–2020: Doom Patrol (4 Episoden)
- seit 2021: Ghosts

### Filme
- 2017: Baker’s Man
- 2018: Dirt
- 2022: Ambulance